# صفرد

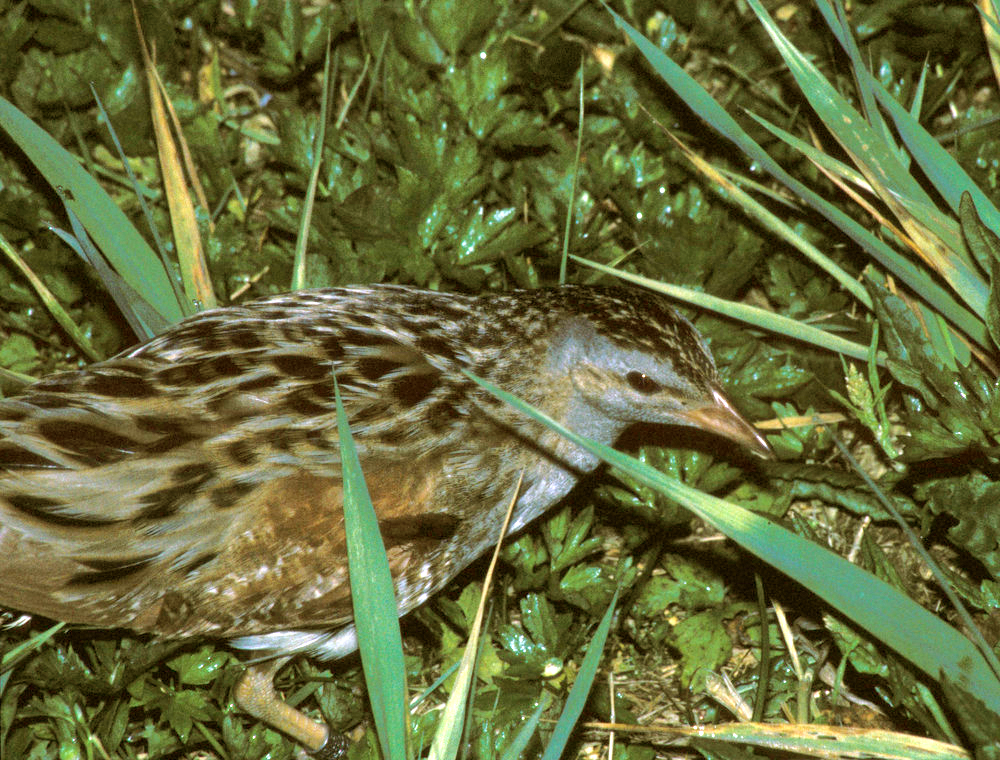
مرعة الغيط

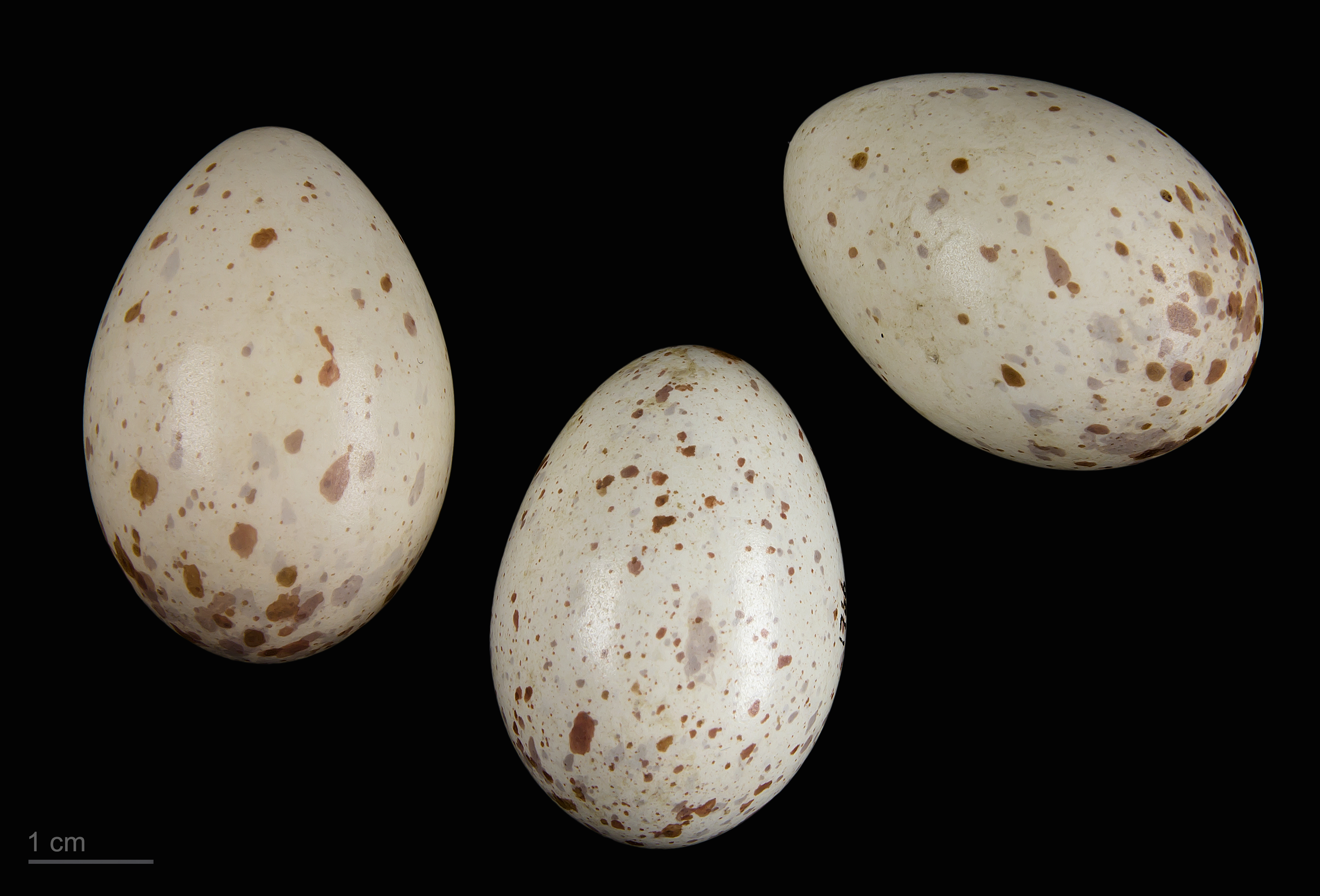
Crex crex

الصِّفرِد أو مرعة الغيط (الاسم العلمي: Crex crex)، طائر يشبه الدجاج المستأنس، وهو يفضل المشي والجري عن الطيران محاولاً الاختباء بين الأشجار والأعشاب الكثيفة في حال وجود أي خطر، يميز باللون البني على ظهره مع وجود بقع سوداء، وله فوق عينيه خط رمادي عريض يمتد إلى رقبته، وجناحه بني محمر، شكله غريب عند الطيران فيبدوا ثقيلاً وأرجله الطويلة ترى مدندلة خلفه. يفضل الأراضي الخضراء المزروعة ويعتبر مهاجر غير شائع.

## اقرأ أيضا
- تطور الطيور
- النحام الكبير فنتير
- البلشون الرمادي
- أبو قردان (بلشون البقر)
- بلشون الصخر
- أبوملعقة
- الحذف الشتوي (بطة)